# 上海华瑞银行
上海華瑞銀行股份有限公司（簡稱：華瑞銀行，縮寫：SHRB）是一家總部設于中華人民共和國上海自貿區的民營銀行，是上海市第一家民營銀行，也是中國境內第二家獲准開業的民營銀行。

## 歷史沿革
- 2014年9月26日，經中國銀監會批准籌建[3]。
- 2015年1月27日，經中國銀監會上海銀監局批複[4]注冊成立，注冊資本爲30億元[5][2]。

## 業務發展
上海華瑞銀行的定位爲智慧銀行，主要服務于金融貿易和中小型企業。
2015年12月31日，華瑞銀行存款突破百億元大關。

## 外部連結
- 上海華瑞銀行官方網站（页面存档备份，存于）（简体中文）